# کاترینا بندرنکو
 کاترینا بندرنکو (اوکراینی: Катерина Володимирівна Бондаренко؛ زاده ۸ اوت ۱۹۸۶) یک تنیس‌باز اهل اوکراین است.